# Jean-Christophe Reymond
Pour les articles homonymes, voir Reymond.
Jean-Christophe Reymond est un producteur de cinéma français né le 4 août 1976.

## Biographie
Il fait des études à l'École supérieure des sciences économiques et commerciales (ESSEC) puis à La Femis,, département production, dont il sort diplômé en 2004.
En 2007, il crée Kazak Productions, où il est rejoint par Amaury Ovise en 2009,. Kazak Productions défend des projets marqués thématiquement, qui traitent de sujets contemporains en prise avec les problématiques de la société d’aujourd’hui. 

## Filmographie (sélection)
- 2011 : Jimmy Rivière de Teddy Lussi-Modeste
- 2012 : Ce qu'il restera de nous de Vincent Macaigne
- 2014 : Mercuriales de Virgil Vernier
- 2014 : Tristesse Club de Vincent Mariette
- 2015 : Ni le ciel ni la terre de Clément Cogitore
- 2017 : Le Prix du succès de Teddy Lussi-Modeste
- 2017 : Corporate de Nicolas Silhol
- 2017 : Compte tes blessures de Morgan Simon
- 2018 : Sophia Antipolis de Virgil Vernier
- 2019 : Un divan à Tunis de Manele Labidi Labbé
- 2021 : Titane de Julia Ducournau
- 2023 : Anti-Squat de Nicolas Silhol
- 2024 : Pas de vagues de Teddy Lussi-Modeste
- 2025 : Reine mère de Manele Labidi

## Distinctions

### Récompense
- Festival de Cannes 2021 : Palme d'or pour Titane[4]

### Nominations
- César 2013 : César du meilleur court métrage pour Ce qu'il restera de nous
- César 2016 : César du meilleur premier film pour Ni le ciel ni la terre